# Перкарбонат натрия
Перкарбонат натрия — химическое соединение, кристаллосольват карбоната натрия и пероксида водорода Na2CO3·1,5H2O2.

## Получение
Получают натрия пероксокарбонат кристаллизацией из водного раствора Na2CO3 и Н2О2 (содержание последнего в растворе должно быть не менее 2 %) или орошением сухого Na2CO3 концентрированным раствором Н2О2 с последующей сушкой при 40—60 °C.

## Физические свойства
Перкарбонат натрия образует бесцветные малогигроскопичные кристаллы ромбической сингонии, параметры ячейки а = 0,91824 нм, b = 1,57513 нм, с = 0,67272 нм, Z = 8, пространственная группа А bа2, рентгеновская плотность 2,144 г/см³.

## Химические свойства
Перкарбонат натрия, как и все гидропероксосольваты, химически неустойчив и при нагревании разлагается:
{\displaystyle {\mathsf {4\,Na_{2}CO_{3}\cdot 1{,}5\,H_{2}O_{2}\ {\xrightarrow {140~^{\circ }C}}\ 4\,Na_{2}CO_{3}+6\,H_{2}O+3\,O_{2}}}}
Этот же процесс медленно идёт и при комнатной температуре, особенно в присутствии влаги и некоторых катализаторов (соли Fe, Mn, Cu). В сухом состоянии и при добавлении ингибиторов (силикаты, трилон Б и другие комплексоны) может храниться несколько месяцев.

## Применение
Применяют перкарбонат натрия в основном в качестве отбеливателя в составе синтетических моющих средств.
Также используется в текстильной и химической промышлености для окисления красителей и расшлихтовки тканей, как дезинфицирующее, бактерицидное и деконтаминирующее средство.